# Le Géant d'Imenoca
 (janvier 2014).
Le géant d'Imenoca est le 42e album de la série de bande dessinée Le Scrameustache de Gos. L'ouvrage est publié en février 2014.

## Résumé
Profitant des grandes vacances scolaires, accompagné du Scrameustache, Khéna vient rendre visite à ses parents sur le Continent des deux lunes d’Aktarka. Impatient d’y retrouver son frère Thibaut et sa sœur Bérengère, il apprend que ceux-ci sont en stage d’archéologie sur l’île d’Iménoca dans l’archipel des Mille Terres. Khéna et le Scrameustache s’y rendent à leur tour et y découvrent le squelette d’un géant mesurant près de quatre mètres. Après moult recherches, nos archéologues en herbe se rendent compte qu’une incroyable légende entoure ce mystérieux « géant d’Iménoca »…

## Personnages principaux
- Le Scrameustache
- Khéna
- Bérengère
- Thibault